# Heteromysis harpax
Heteromysis harpax är en kräftdjursart som först beskrevs av Franz Martin Hilgendorf 1879.  Heteromysis harpax ingår i släktet Heteromysis och familjen Mysidae. Inga underarter finns listade i Catalogue of Life.